# Vladyslav Vanat
Vladyslav Andriyovych Vanat (Oekraïens: Владислав Андрійович Ванат) (Kamjanets-Podilsky, 4 januari 2002) is een Oekraïens voetballer die bij voorkeur als aanvaller speelt. Hij speelt bij FC Dynamo Kiev. In 2023 debuteerde hij voor Oekraïne.

## Clubcarrière
Vanat stroomde in 2021 door vanuit de jeugdopleiding van FC Dynamo Kiev. In 2021 won hij de beker en de competitie met Dynamo Kiev. In juli 2021 werd hij uitgeleend aan Tsjornomorets Odessa. Hij werd topscorer van het seizoen 2023/24 en 2024/25 in de Oekraïense competitie.

## Interlandcarrière
Op 12 juni 2023 debuteerde hij voor Oekraïne in een oefeninterland tegen Duitsland. In 2024 nam hij met Oekraïne deel aan Euro 2024 in Duitsland. Op 10 september 2024 scoorde Vanat zijn eerste interlandtreffer in de UEFA Nations League B tegen Tsjechië. Op 20 maart 2025 scoorde hij tegen België.